# جاكلين قروج
جاكلين قروج (إسمها الأصلي:جاكلين نيتر-مين)(27 أبريل 1919 - 18 يناير 2015)، هي عميدة المجاهدات الجزائرية فرنسية الأصل  مفكرة ومجندة للقضايا العادلة نقل لنا التاريخ وقوفها بتألق إلى جانب الكفاح الجزائري. هي ابنة عائلة فرنسية بورجوازية درست الفلسفة والحقوق سُجنت في أوائل 1942 من طرف النظام النازي وسلمت من النفي والترحيل وكذا غرفت الغاز القاتلة حيث نجحت في الهروب نحو الجنوب،
جاءت جاكلين قروج المولودة بمدينة روان (فرنسا) إلى الجزائر في سنة 1948 و عملت كمدرسة لغة فرنسية في مدرسة ببلدة شتوان بالقرب من تلمسان خلال الفترة ما بين 1948 و1955.
تزوجت سنة 1950 بالقائد المجاهد عبد القادر قروج ومنه أخذت الاسم العائلي «قروج». أصبحت لاحقا إحدى الوجوه النسوية البارزة في ثورة التحرير الجزائرية. ونُفي الزوجان قروج نحو فرنسا بقرار من حاكم وهران. وبعد الغاء هذا القرارعاد الزوجان إلى الجزائر قبل أن ينخرطا في صفوف مجموعة المحاربين من أجل  التحرير التي أنشأها الحزب الشيوعي الجزائري والتي اندمج أعضاؤها فيما بعد في صفوف جيش التحرير الوطني الجزائري بعد الاتفاق بين جبهة التحرير الوطني الجزائرية والحزب الشيوعي  الجزائري.
وكونها شيوعية انضمت إلى شبكة لجنة الدفاع عن الحريات ثم التحقت في سنة 1956 بجبهة التحرير الوطني كعنصر اتصال ضمن قوات الكوماندوس التابعة لجيش التحرير الوطني .
تم اعتقال قروج في سنة 1957 و حكم عليها بالإعدام كشريكة لفرناند إفيتون خلال حرب التحرير الوطني إلا انه لم ينفذ فيها الحكم. أما ابنتها دانييل جميلة عمران مين التي كانت هي أيضا مجاهدة في جبال الولاية الثالثة فقد حكم عليها ب7 سنوات سجنا.

## وفاتها
توفيت جاكلين قروج يوم الأحد 18 يناير 2015 بمدينة الجزائر العاصمة عن عمر يناهز 95 سنة إثر مرض عضال حسبما علم لدى عائلة الفقيدة، ودُفنت بمقبرة العالية بالجزائر العاصمة.

## من مؤلفاتها
- Des douars et des prisons (بالفرنسية). Bouchene. 1993. Archived from the original on 2020-11-10.